# Väinö Kunnas
Wäinö (Väinö) Ilmari Kunnas (né le 12 avril 1896 à Viipuri, décédé le 10 février 1929 à Helsinki), est un artiste peintre finlandais.

## Biographie
Parmi les œuvres de Väinö Kunnas:
- Séance de spiritisme, 1921
- Peinture de Värtsilä, 1922
- Salle des fêtes de l'université, 1922
- Portrait d'Uuno Kailas, 1924
- Portrait de Katri Vala, 1925
- Paysage urbain, 1926
- Autoportrait, 1926
- À l'opéra, 1926
- Sujet d’Helsinki, sucre de Finlande, 1926
- La ville vient, 1927
- Série Danses, 1927–1928
- Olavi Paavolainen, 1928
- Danse grise, 1928
- Le coin des contes de Kirsi, 1928.

## Galerie

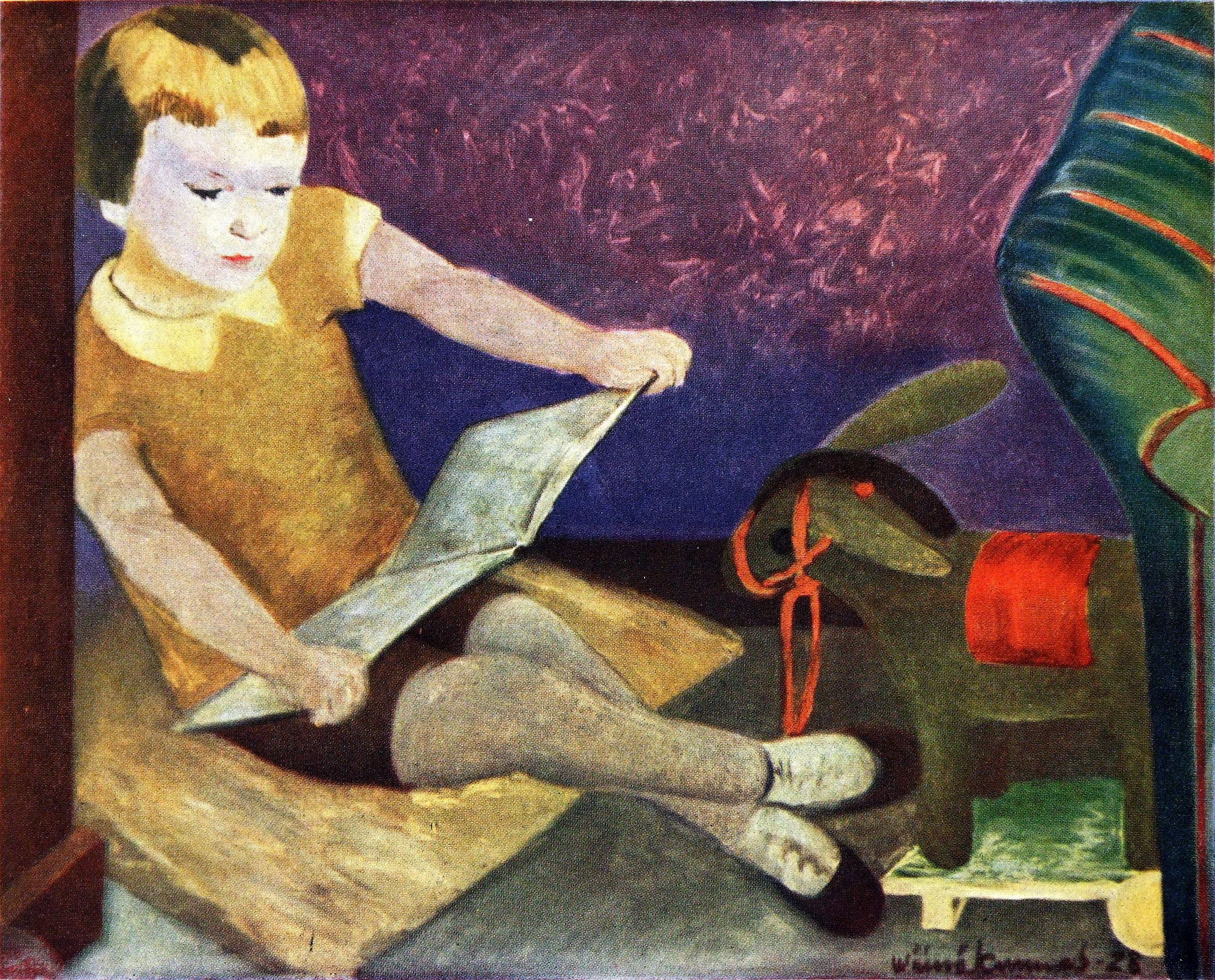
Le coin des contes de Kirsi
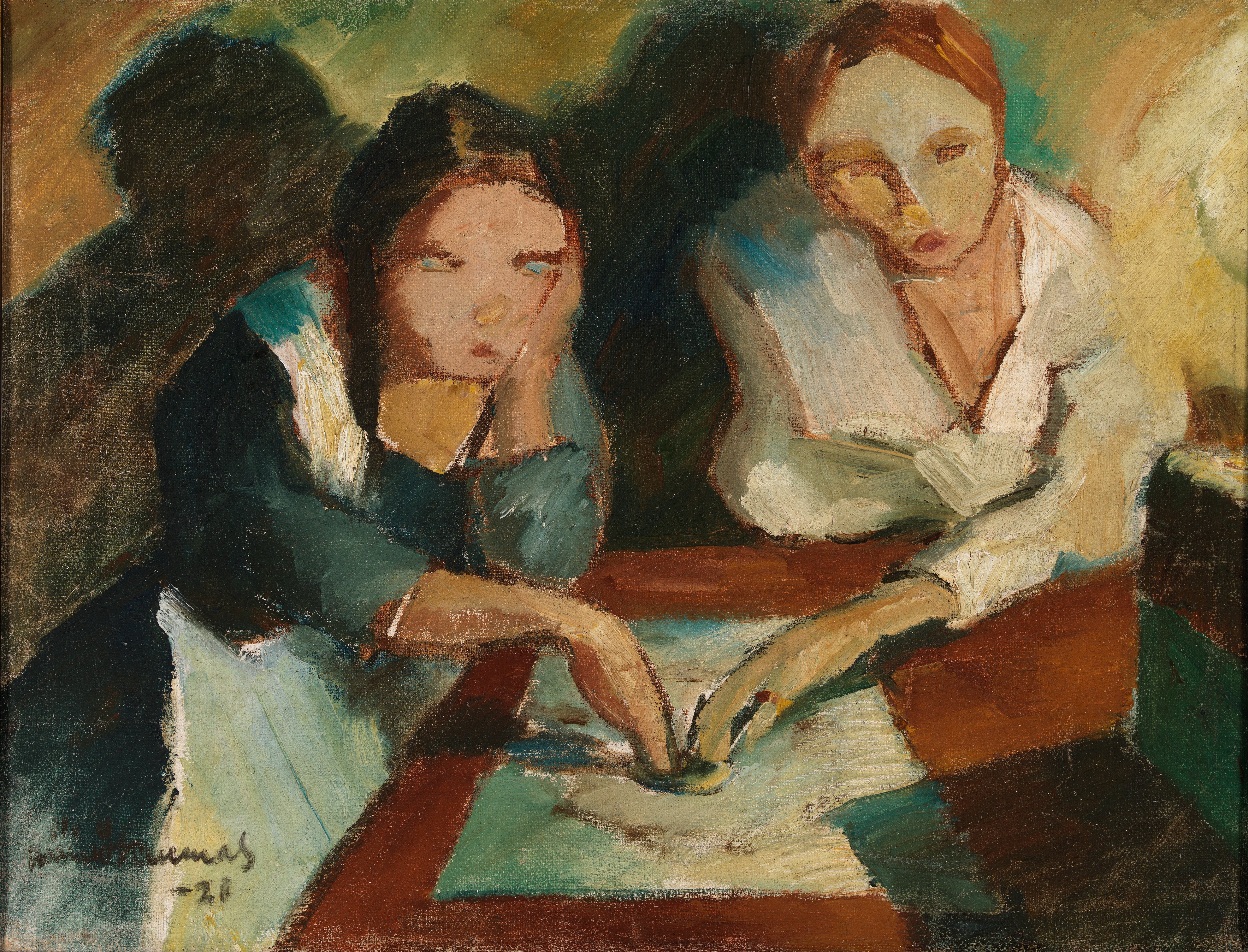
Séance de spiritisme.
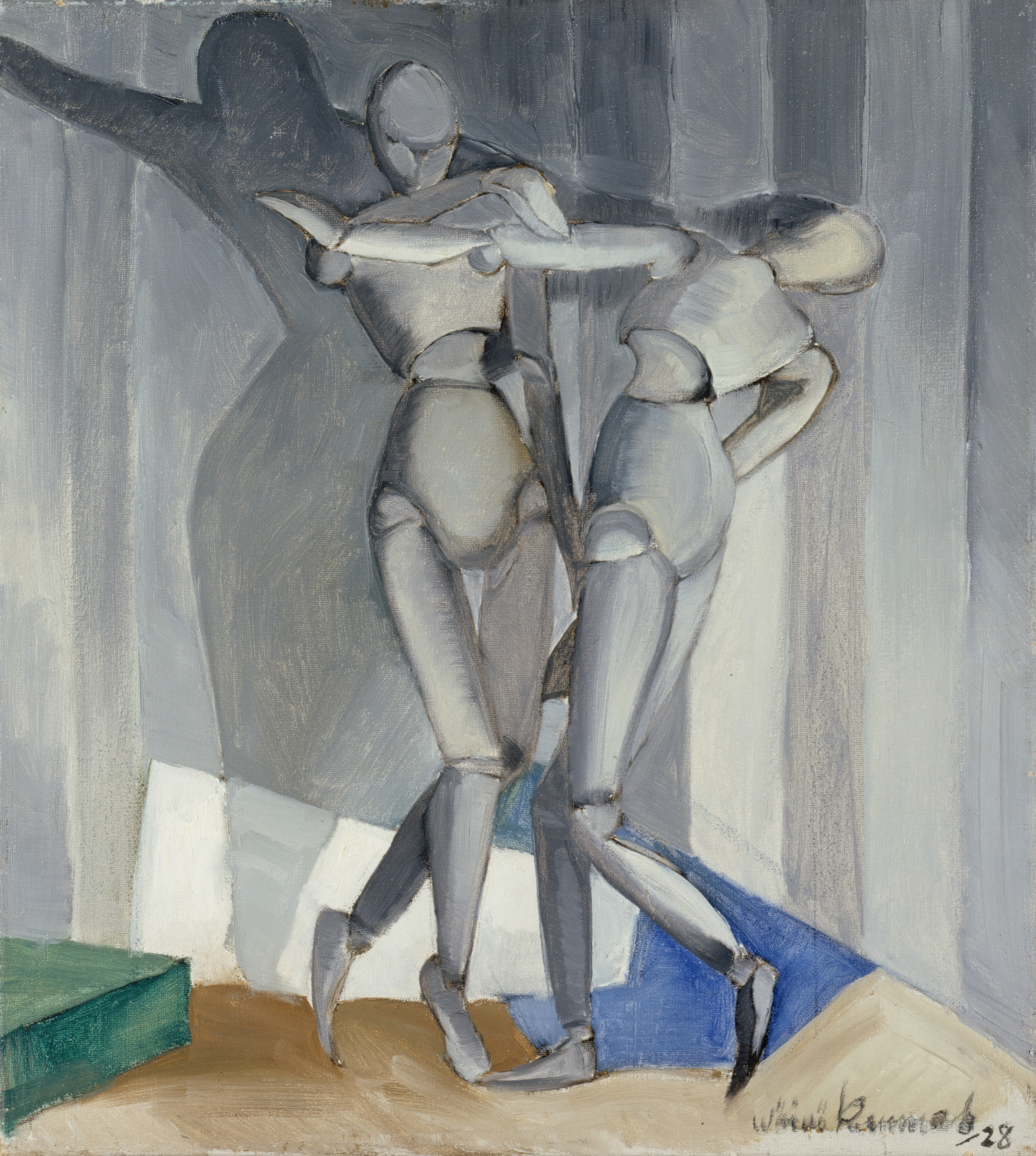
Danse grise.